# استخبارات تسويقية اجتماعية
الاستخبارات التسويقية الاجتماعية هي طريقة استنباط المعلومات القيمة من تفاعلات الشبكات الاجتماعية والتدفق الكبير للبيانات التي من الممكن أن تساعد الشركات على سبيل المثال في: إصدار منتجات وخدمات جديدة بالأسواق بسرعة كبيرة وبتكلفة أقل بكثير. وعلى الرغم من أن هذا المجال جديد للغاية، إلا أن الشركات التي تستخدم الاستخبارات التسويقية المحلية حققت تطورًا كبيرًا في الحملات التسويقية.
فمن خلال الاستخبارات التسويقية الاجتماعية، يمكن للشركات تحديد الأشخاص الأكثر تأثيرًا في مجتمعاتهم. وهم الأشخاص الأكثر ارتباطًا واتصالاً داخل أي شبكة اجتماعية. وفقًا لموقع إكستراكت (Xtract) فإن هؤلاء الأشخاص، الذين يُطلق عليهم مستخدمو ألفا أو المحاور, لهم تأثير كبير على نشر المعلومات داخل شبكتهم الاجتماعية.

## مستخدمو ألفا
يُعد مستخدمو ألفا أهم العناصر الموجودة داخل أي شبكة اجتماعية، وهم الذين يديرون التواصل بين أعضاء المجتمع البارزين. وعلى غرار طريقة انتشار الفيروسات في الطبيعة، فهناك دائمًا نقطة بداية للتواصل في الشبكات الاجتماعية، ويُعتبر مستخدمو ألفا هو من يقومون على تنظيم هذه الاتصالات. فهم يميلون بشكل كبير إلى أن يكونوا مستخدمين متصلين لهم تأثير استثنائي على قادة الفكر الآخرين الموجودين في أي شبكة اجتماعية.
قبل الاتصالات الرقمية، كان من الممكن عزل أكثر الأعضاء تأثيرًا في أي مجتمع فقط عن طريق مقابلة كل عضو وتتبع جميع أنماط اتصالاته داخل الشبكة الاجتماعية. ولم يكن الهاتف الأرضي الثابت التقليدي والإنترنت دقيقين بالدرجة الكافية لتحديد مستخدمي ألفا بشكل مجدٍ. ومع ظهور الهواتف المحمولة، أمكن دراسة قناة الاتصال الرقمية الشخصية. حيث قدمت البحوث الأولى التي أجراها علماء الرياضة في موقع اكستراكت في فنلندا نماذج أشارت إلى أن شبكات المحمول يمكنها في الحقيقة تتبع الاتصال بالكامل وعزل مستخدمي ألفا. ومنذ ذلك الحين، أطلقت الشركات ومن ضمنها إكستراكت أدوات تجارية لاكتشاف مستخدمي ألفا، عادةً باستخدام فواتير تشغيل المحمول وبيانات حركة الاتصالات.
واليوم، تحاول الحملات المشتركة في التسويق استخدام مستخدمي ألفا كمتحدثين رسميين في التسويق والدعاية. والفكرة هي أن المستهلكين سيثقون في رأي صديقهم أو جهة اتصال معروفة من الشبكة الاجتماعية، وليس في رسائل التسويق والإعلانات العشوائية للشركات والعلامات التجارية. وتتمثل الرغبة في تحقيق آثار تسويقية سريعة الانتشار]] يمكن لمستخدمي ألفا نشر الرسالة من خلالها بشكل أفضل.
تمت مناقشة مستخدمي ألفا بإيجاز في كتاب تسويق الجيل الثالث الذي ألفه أهونين وكاسبر وميلكو في عام 2004. وقد كتب المقال الصناعي الأول عن مستخدمي ألفا أهونين وأهفينانين في جريدة توتال تيليكوم في فبراير من عام 2005. كما أن مؤتمر الاتصالات الأول الذي تم فيه تفسير معنى مستخدم ألفا كان المؤتمر العالمي لهواتف الجيل الثالث الذي عُقد بطوكيو في شهر يناير من عام 2005. بالإضافة إلى أنه كان موضوع خطاب الإستراتيجية الرئيسي في المؤتمر العالمي لرسائل الجيل الثالث بكان في فبراير من عام 2005. وكان أول كتاب يناقش مستخدم ألفا بإسهاب هو العلامات التجارية المهيمنة على المجتمعات الذي ألفه أهينون ومور في عام 2005.

## كتب عن استخباراتالتسويقالاجتماعية
3G Marketing: Ahonen, Kasper & Melkko, John Wiley & Sons, 2004
Communities Dominate Brands: Ahonen & Moore, Futuretext, 2005
Mobile Advertising, Sharma, Herzog & Melfi, John Wiley & Sons, 2008
Here Comes Everybody, Clay Shirky, 2008
Groundswell, Li Charlene and Bernoff, Josh, 2008 - award winning book

## وصلات خارجية
- White Paper: Engineering Consensus: The Syntax of Consumerism.
- Xtract
- Blog: Communities Dominate Brands
- Demo: Social Links على يوتيوب
- A Treatise on Messaging and Society Today: The Genesis of the Social Intelligence Architect and the Advent of the Integrated Media Services Organization (IMSO).
- content on measuring social marketing intelligence and online reputation management.
- Sociologist writing on social media, Clay Shirky, Ph. D.